# Лина Костенко
Лина Василивна Костенко (укр. Ліна Василівна Костенко; рођена 19. март 1930) је украјинска песникиња, новинарка, писац, издавач и бивши совјетски дисидент. Као оснивач и водећа представница шездесетерског песничког покрета, Лина Костенко је описана као једна од најистакнутијих украјинских песника и заслужна за оживљавање лирске поезије на украјинском језику.
Лина Костенко је добила бројна признања, укључујући звање почасног професора на  Кијево-могиљанској академији, почасне докторате универзитета у Лавову и Черновцима, као и Националну награду Шевченко и Национални орден Легије части.

## Младост и каријера
Лина Василивна Костенко је рођена у учитељској породици у Ржишчиву. Године 1936. њена породица се преселила из Ржишчива у украјински главни град Кијев, где је стекла средње образовање.
Од 1937. до 1941. студирала је у Кијевској школи, која се налазила на острву Труханив, где је живела њена породица. Школу су, поред осталог дела села, спалиле нацистичке снаге 1943. године. Тим догађајима је посвећена песма Ја сам одрасла у кијевској Венецији.
Након завршене гимназије, студирала је на Кијевском педагошком институту, а касније и на Књижевном институту Максим Горки у Москви, где је дипломирала 1956. године.

## Шездесетерски покрет
Лина Костенко је била једна од првих и најважнијих личности шездесетерског покрета 1950-их и 1960-их. Њена поезија је типично лирска и софистицирана, али се такође у великој мери ослања на афоризме, колоквијализам и сатирични језик, и типично је критична према ауторитарности.
Лина Костенко је заслужна за оживљавање лирске поезије на украјинском језику, и сматрана је једном од највећих украјинских песникиња. Иван Кошељевц, украјински емигрантски академик, назвао је њено писање без преседана због одступања од социјалистичког реализма.
Почетком 1960-их учествовала је на књижевним вечерима Кијевског креативног омладинског клуба. Након дипломирања, објавила је три збирке поезије: Земаљски зраци 1957., Једра 1958. и Путовања срца 1961. Песме су постале изузетно популарне међу украјинским читаоцима. Међутим, влада Совјетског Савеза ју је приморала на ћутање јер није била вољна да се потчини совјетским властима које су цензурисале њене песме.

### Сукоб са совјетском владом
Године 1961. критикована је због аполитизма. Године 1963. збирка поезије Стар Интеграл је уклоњена из штампе, док је друга збирка песама, Кнежева гора, уклоњена из типографије. Током ових година, њене песме су објављиване у чехословачким часописима и пољским новинама. Међутим, само су повремено стизали до украјинске публике, углавном преко самиздата.
Лина Костенко је 1965. године потписала протестно писмо против хапшења украјинске интелигенције. Била је присутна на суђењу Михаилу Осадчију и Мирослави Зваричевској у Лавову. Током суђења браћи Горињ бацала им је цвеће. Заједно са Иваном Драчом, обратила се редакцији часописа Жовтен (сада Дзвин) и лавовским писцима са предлогом да се стану у одбрану ухапшених. Писци се нису усудили да протестују, већ су поднели тужбу са захтевом да се уз кауцију пусти као најмлађи ухапшени Богдан Горињ. Ови напори нису утицали на суђења, иако су утицали на морал украјинских дисидената у то време.
У мају 1966. године, у Националном савезу писаца Украјине, где су етикетирани националистички одметници, део омладине је аплаудирао Лини Костенко, која је бранила своју позицију и бранила Ивана Свитличног, Опанаса Заливаху, Михајла Косива и Богдана Гориња. Године 1967. Омељан Прицак је предложио Лину Костенко и Ивана Драча за Нобелову награду за књижевност заједно са старијим украјинским песником и политичарем Павлом Тичином.
Године 1968. писала је писма у одбрану Вјачеслава Чорновила као одговор на клевету против њега у листу Књижевна Украјина. Након тога, име Лине Костенко се дуги низ година није помињало у совјетској штампи. Писала је у фиоци, знајући да њени радови неће бити објављивани.
Године 1973. секретар Централног комитета за идеологију Комунистичке партије Украјине Валентин Маланчук ставио је Лину Костенко на црну листу. Тек 1977. године, након одласка Маланчука, објављена је њена збирка песама На обалама вечне реке, а 1979. године, посебним указом Президијума Социјалистичко-револуционарне гарде, једно од њених највећих дела, објављено је историјски роман у стиховима Марусја Чурај (о украјинској народној певачици из 17. века) које је 6 година стагнирало са признањима. Награђена је Националном наградом Тарас Шевченко Украјинске ССР 1987.
Лина Костенко је написала и збирке песама Оригиналност (1980) и Врт неотопљених скулптура (1987), збирку песама за децу Краљ јоргована (1987).

## Живот у независној Украјини
Године 1991. Лина Костенко се преселила у Чернобиљску зону искључења, рекавши да жели да оснажи, иако је друге упозоравала да то не чине. Након смрти њеног супруга Васиља Цвиркунова 2000. године, прекинула је писање.
Године 2010. објављена је Белешка украјинског лудака. Био је то њен први роман и прва књига од њених Изабраних дела из 1989. године. Издавање Белешке требало је да буде праћено турнејом по Украјини, али се изненада завршило у Лавову, наводно након што су Лину Костенко увредили или становници Лавова који су продавали карте за презентацију (која је требало да буде бесплатна) или критичари који нису волели књигу.
Године 2005. тадашњи председник Виктор Јушченко покушао је да Лину Костенко одликује орденом Херој Украјине, међутим, она је одбила одликовање, изјавивши: Нећу носити политички накит.
Усред руске инвазије на Украјину 2022. године, Лина Костенко је критиковала употребу непристојног језика и јавно се противила његовој легализацији, пишући на друштвеним мрежама: Можда не постоји ништа слично [као што је украјински језик] у целом свету. Језик је славуј, док ђаво брбља.

## Награде и почасти
- Национална награда Шевченко (1987, за роман Марусја Чурај и збирку Јединственост)
- Антоновичева награда (1989)
- Почасни професор на Кијево-могиљанској академији.
- Почасни докторати са универзитета у Лавову и Черновци.
- Астероид 290127 Линакостенко, откривен у Астрономској опсерваторији Андрушивка 2005. године, назван је у њену част.[8] Званични назив назива је објавио Центар за мале планете 2. јуна 2015. (М.П.Ц. 94391).[9]